# Heriberto Morales
Heriberto Ramón Morales Cortés (* 10. März 1975 in Morelia, Michoacán) ist ein ehemaliger mexikanischer Fußballspieler auf der Position eines Verteidigers.

## Leben

### Verein
Seinen ersten Profivertrag erhielt Morales bei seinem Heimatverein Monarcas Morelia, für den er sein Debüt in der mexikanischen Profiliga in einem am 3. März 1996 ausgetragenen Heimspiel gegen den Club León gab, das 2:2 endete. Sein erstes Tor in der höchsten mexikanischen Spielklasse erzielte er im Halbfinal-Hinspiel der Liguillas im Torneo Verano 1997 gegen den Club Deportivo Guadalajara. Sein Treffer zum 1:0-Heimspielsieg hätte für die Monarcas die Finalteilnahme bedeutet, wenn im Rückspiel Chivas nicht durch ein spätes Tor (80. Minute) ebenfalls mit 1:0 gewonnen hätte. So aber konnte Chivas sich aufgrund der besseren Bilanz in der Punktspielrunde durchsetzen und gewann anschließend auch den Titel.
In der darauffolgenden Saison 1997/98 spielte Morales auf Leihbasis für den Ligakonkurrenten CF Monterrey, kehrte aber anschließend nach Morelia zurück und gewann mit den Monarcas den Meistertitel des Torneo Invierno 2000.
Das komplette Jahr 2003 verbrachte er in Diensten des CD Guadalajara und wechselte dann zu den Jaguares de Chiapas, in deren Reihen er seine aktive Laufbahn ausklingen ließ.

### Nationalmannschaft
Sein Debüt im Dress der Nationalmannschaft feierte er in einem am 25. Oktober 2000 ausgetragenen Testspiel gegen Mexikos Erzrivalen USA, das 0:2 verloren wurde.
Allein in den drei Monaten zwischen dem 12. Juli und dem 7. Oktober 2001 kam Morales zu insgesamt neun Länderspieleinsätzen und nahm unter anderem auch an den Spielen um die Copa América teil, wo er nur das Vorrundengruppenspiel gegen Paraguay (0:0) verpasste. Mexiko qualifizierte sich in diesem Turnier für das Finale, in dem „El Tri“ dem Gastgeber Kolumbien mit 0:1 unterlag.

## Erfolge

### National
- Mexikanischer Meister: Invierno 2000

### International
- 2. Platz bei der Copa América: 2001